# Уэнтуорт, Томас, 1-й граф Страффорд
Томас Уэнтуорт, 1-й граф Страффорд (англ. Thomas Wentworth, 1st Earl of Strafford; 13 апреля 1593 — 12 мая 1641) — государственный деятель Англии. Сторонник английского короля Карла I в его конфликте с парламентом во время Английской революции.

## Биография
Родился 13 апреля 1593 года в Лондоне, в семье, чьи корни происходили из Йоркшира. Один из восьми сыновей сэра Уильяма Уэнтуорта (1562—1614), 1-го баронета (1611—1614), и Энн Аткинс, дочери сэра Роберта Аткинса из Стоуэлла, Глостершир.
Образование получил в колледже св. Иоанна в Кембридже.
В 1611 году был посвящён в рыцари и женился на леди Маргарет, дочери Фрэнсиса Клиффорда, 4-го графа Камберленда. Первый брак был бездетным.
В 1614 году представлял Йоркшир в «запутанном парламенте». Являлся противником короля Якова I, а также ближайшего помощника короля Джорджа Вильерса, 1-го герцога Бэкингема.
В 1622 году жена Уэнтуорта Маргарет умерла. Вскоре он женился на Арабелле Холл, дочери Джона Холлиса, 1-го графа Клэр, сестре видного деятеля оппозиции королю и будущей английской революции Дензила Холлиса.
После смерти Якова I Стюарта (март 1625) и воцарения его сына Карла I Томас Уэнтуорт вновь был избран в парламент от Йоркшира.
После убийства герцога Бэкингема (август 1628) карьера Томаса Уэнтуорта пошла вверх. С 1629 года он стал одним из двух ближайших советников короля, вторым был архиепископ Кентерберийский Уильям Лод.
В 1632 году он был назначен Лордом-лейтенантом Ирландии. На этом посту он вёл достаточно жёсткую политику, что привело к росту недовольства в Ирландии, а также к усилению его критики в Англии.
Герцог Ормонд стал главным помощником Томаса Уэнтуорта в Ирландии. Для подрыва влияния местного католического дворянства они планировали изъять в пользу короны обширные земли, принадлежащие католической церкви. В конечном счёте их планам не суждено было сбыться, — недовольство ирландцев новой властью привело к восстанию 1640 года. Уэнтуорт был отозван в Англию для участия в Епископской войне, а Ирландию возглавил герцог Ормонд.
Тем не менее, жёсткий подход в управлении привёл к некоторым улучшениям и укрепил королевскую власть в Ирландии. При нём таможенные сборы выросли с 25 000 фунтов в 1633—1634 до 57 000 в 1637—1638 годах.

## Возвращение в Англию
Пока Томас Уэнтуорт управлял Ирландией, недовольство им среди английской знати росло. В это время Англия была на грани банкротства из-за очередной войны в Шотландии, между парламентом и королём назревал серьёзный конфликт, приведший в конечном счёте к революции и казни короля.
К этому времени Карл I правил долгое время единолично, не созывая парламента. Недовольные королём стали объединяться и собрали значительные силы, оспаривая многие решения монарха.
По возвращении в Англию Уэнтуорт был назначен командующим английскими войсками и представлен к ордену Подвязки. В самый важный момент он заболел и не смог оказать должную поддержку королю. В результате Карл I вынужден был поддаться требованиям оппозиции на большом совете пэров и объявить о созыве парламента, который впоследствии восстал против короля.
Одним из первых требований созванного в ноябре 1640 года парламента была отставка Томаса Уэнтуорта и отстранение его от власти. Вопреки чему Карл I пообещал всецело защищать его. Для своей защиты перед парламентом Уэнтуорт прибыл лично, но был тут же арестован и отправлен в Тауэр. Он был обвинён в государственной измене. Однако в долгих судебных слушаниях обвинителям не удалось полностью доказать его вину. Постепенно этот процесс превратился в состязание короля и оппозиции за распределение власти между ними. В глазах оппозиции Томас Уэнтуорт стал неким символом абсолютизма; и этот символ во что бы то ни стало нужно было уничтожить. Это было время, когда даже один из судей Уэнтуорта, Оливер Сент-Джон, имея в виду королевского фаворита, мог произнести: «Никогда не считалось жестоким или умышленным нарушением правил, если нужно было убить лису или волка».
С XIV века в Англии существовала практика, по которой парламент мог признать лицо или группу лиц виновными в государственной измене и лишить обвиняемых всех прав без судебного разбирательства и предоставления каких-либо доказательств. После такого признания виновным в государственной измене, осуждённого, как правило, казнили, а всё его имущество переходило казне.
13 апреля Палата общин 204 голосами за против 59 приняла решение о виновности Уэнтуорта в государственной измене в соответствии с биллем об опале. После палаты общин должна была проголосовать Палата лордов, членом которой был и Томас Уэнтуорт, 1-й граф Страффорд. Король рассматривал возможность силой захватить парламент и Тауэр и освободить Уэнтуорта, но армейский заговор был раскрыт, и Палата лордов проголосовала за виновность графа. Для окончательного принятия решения о виновности в измене требовалась подпись короля, но раскрытие заговора поставило под вопрос безопасность и самого Карла I и его семьи. В парламенте звучали обвинения в адрес короля в косвенном участии в преступлениях Уэнтуорта.
Признание виновности фактически означало смертный приговор для старейшего сторонника короля. Карл I сильно колебался, но пойти против парламента означало в тех обстоятельствах поставить под угрозу существование монархии. Король созвал епископов для того, чтобы спросить совета, но их мнения разделились: одни советовали нарушить данное им обещание защищать Уэнтуорта и не идти на открытый конфликт с парламентом; другие считали, что король не имеет права нарушать данное им слово. Томас Уэнтуорт, сознавая, в какую ситуацию попал король, направил ему письмо, в котором освобождал Карла I от всех обязательств и сообщал, что он готов умереть, дабы избежать больших жертв, к которым может привести противостояние с парламентом. Карл I подписал билль о казни Уэнтуорта 10 мая, заметив: «положение моего лорда Страффорда счастливее, чем моё».

## Казнь и последствия
Уэнтуорт был казнён через два дня на Тауэр-Хилл в присутствии 200 000 горожан. Перед казнью он был благословлён архиепископом Уильямом Лодом, вторым важнейшим советником короля, который в то время также содержался в Тауэре.
Известия о казни Томаса Уэнтуорта привели к восстанию в Ирландии. К несчастью для короля, и в самой Англии казнь этого вельможи не успокоила волнений, наоборот, данные события повели лишь к ожесточению сторон и к дальнейшей эскалации конфликта между королём и парламентом.
Когда, спустя 8 лет, король Карл I был приговорён к смерти, среди его последних слов были и слова о том, что Господь допустил его казнь из-за того, что он подписал закон, согласно которому Уэнтуорт отправился на плаху.
В 1688 году приговор был посмертно отменён. Старший сын Томаса Уэнтуорта от Арабеллы Холлс смог наследовать титул графа Страффорда.

## Семья
Томас Уэнтуорт был женат три раза.
- 1611—1622: Маргарет Клиффорд (ум. 1622)
- 1625—1631: Арабелла Холлс (ум. в октябре 1631), от брака с которой у него было трое детей:
  - Уильям Уэнтуорт, 2-й граф Стаффорд (8 июня 1626 — 16 октября 1695), преемник отца
  - Энн Уэнтуорт (род. 1627), жена с 1654 года Эдварда Уотсона, 2-го барона Рокингема (1630—1689)
  - Арабелла Уэнтуорт (1630—1689), жена Джастина Маккарти, виконта Маунткашеля (1643—1694)
- 1632—1641: С Элизабет Роудс свадьба состоялась в октябре 1632 года, в последнем браке у них было по крайней мере двое детей, Томас и Маргарет. Последняя супруга Уэнтуорта дожила до 1688 года, несмотря на казнь мужа, парламент не преследовал её и её детей.